# Lista najwyższych budynków na Białorusi
Lista najwyższych budynków na Białorusi obejmuje różne typy budynków. Nie obejmuje budynków planowanych, bądź w trakcie budowy.

## Najwyższe budynki
| L.p. | Wysokość | Nazwa                                    | Typ budynku           | Rok ukończenia budowy | Lokalizacja | Zdjęcie |
| ---- | -------- | ---------------------------------------- | --------------------- | --------------------- | ----------- | ------- |
| 1.   | 138,60 m | Zespół Mieszkaniowy Lazurit              | Blok mieszkalny       | 2022                  | Mińsk       |         |
| 2.   | 133,00 m | Zespół Mieszkaniowy Parus                | Wieżowiec             | 2014                  | Mińsk       |         |
| 3.   | 130,00 m | Royal Plaza                              | Wieżowiec             | 2014                  | Mińsk       |         |
| 4.   | 108,52 m | Zespół mieszkaniowy Słowiański Kwartał   | Blok mieszkalny       | 2012                  | Mińsk       |         |
| 5.   | 104,78 m | Zespół mieszkaniowy D3                   | 3 bloki mieszkalne    | 2019                  | Mińsk       |         |
| 6.   | 101,04 m | Zespół Mieszkaniowy Arkadia              | 3 bloki mieszkalne    | 2019                  | Mińsk       |         |
| 7.   | 100,00 m | Centrum Biznesowe Futuris                | Wieżowiec             | 2019                  | Mińsk       |         |
| 8.   | 97,30 m  | Kaskada                                  | 5 bloków mieszkalnych | 2016                  | Mińsk       |         |
| 9.   | 93,55 m  | 43 bloki mieszkalne                      | 43 bloki mieszkalne   | XXI w.                | Mińsk       |         |
| 10.  | 90,00 m  | Belpobyttechprojekt                      | Wieżowiec             | 1982                  | Mińsk       |         |
| 11.  | 90,00 m  | Zespół mieszkaniowy U Troickowo          | Blok mieszkalny       | 2013                  | Mińsk       |         |
| 12.  | 90,00 m  | DoubleTree by Hilton Hotel Minsk         | Hotel                 | 2016                  | Mińsk       |         |
| 13.  | 86,00 m  | Budynek przy ul. Timiriaziewa 65, blok D | Wieżowiec             | 2010                  | Mińsk       |         |
| 14.  | 81,00 m  | Hotel Białoruś                           | Hotel                 | 1987                  | Mińsk       |         |
| 15.  | 73,76 m  | Biblioteka Narodowa                      | Biblioteka            | 2006                  | Mińsk       |         |
| 16.  | 72,00 m  | Cerkiew Wszystkich Świętych w Mińsku     | Cerkiew               | 2006                  | Mińsk       |         |
| 17.  | 66,75 m  | Aleksandrow Pasaż                        | Wieżowiec             | 2008                  | Mińsk       |         |

## Źródła
- Strona internetowa SkyscraperCity
- Diagram wieżowców na Białorusi